# 義大利外交
義大利外交是指義大利政府的外交政策。自1861年統一以來，義大利一直是西方世界的主要國家之一。義大利的主要盟國是北約國家，歐盟成員國和G7先進國家，義大利也是這三個國際組織的創始成員。義大利和羅馬天主教會有著密切的關係，但也重視和阿拉伯世界的關係，也多次扮演調解以巴衝突的角色。義大利還是地中海沿岸地區重要的經濟體。